# Hindmosen

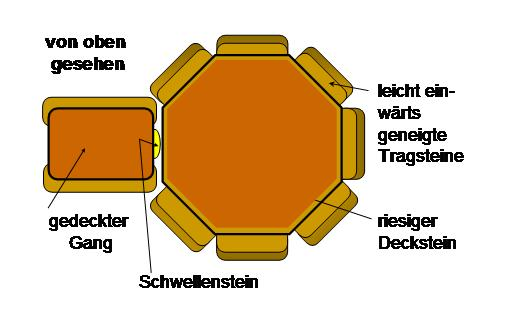
Schema eines Polygonaldolmens – von oben – Hindmosen ist aber nicht oktogonal, sondern pentagonal

Der Langdolmen im Hindmosen, auch Petersminde Langdysse genannt, liegt westlich von Stenvad auf der Halbinsel Djursland. Das Großsteingrab stammt aus der Jungsteinzeit, etwa 3500–2800 v. Chr., und ist eine Megalithanlage der Trichterbecherkultur.
Neolithische Monumente sind Ausdruck der Kultur und Ideologie neolithischer Gesellschaften. Ihre Entstehung und Funktion gelten als Kennzeichen der sozialen Entwicklung.

## Beschreibung

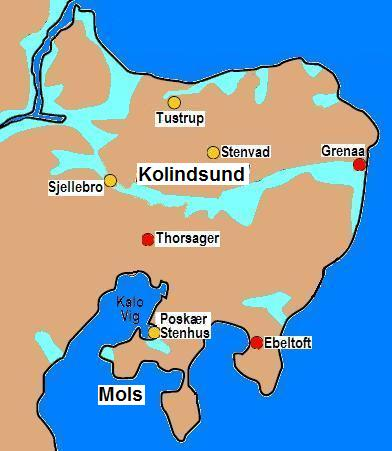
Karte der Halbinsel Djursland – Hindmose liegt westlich von Stenvad am Rand des ehemaligen Kolindsunds.

Die Gegend ist reich an Dolmen und bildet in vielerlei Hinsicht das nördliche Gegenstück zu der Konzentration um Nødager südlich des Kolindsund. Das Gebiet war im Neolithikum eine Insel. Der Hobby-Archäologe und Oberlehrer Nissen aus Ramten restaurierte im Jahre 1894 der Langdysse im Hindmosen, der 1887 unter Schutz gestellt worden war. Die Anlage lag wie viele Steingräber auf Djursland in der Nähe des Wassers. Heute ist sie von Nadelwald umgeben, aber im 19. Jahrhundert waren hier zahlreiche Felder, und Torfabbau wurde betrieben. Beim Bau lag der Dolmen auf einem flachen Hügel, umgeben von sumpfigem Marschland und offenem Wasser. Das Moor wuchs langsam und bildete das heutige Hochmoor, das im Sommer zumeist einen Zugang gestattet.
Das Südwest-Nordost ausgerichtete Hünenbett des ungefähr mittig liegenden Polygonaldolmens ist 25 m lang und 7,0 m breit. Von den Randsteinen des Hügels sind 33 erhalten oder ergänzt worden. Die gut erhaltene fünfeckige Kammer von 2,5 × 2,5 m hat im Südosten einen Zugang, von dem ein Tragsteinpaar erhalten ist. Von hier führt eine 29 m lange Rampe über das Moor, auf das trockene Land.